# Ceifadim Gazi I
Ceifadim Gazi I (em turco: Saif ad-Dîn Ghâzî; em árabe: سيف الدين غازي بن زنكي; romaniz.: Sayf ad-Dīn Gāzī ibn Zinkī; lit. a espada da religião, o conquistador filho de Zengui; m. novembro de 1149) foi emir de Moçul de 1146 a 1149, durante a época da Segunda Cruzada. Filho primogénito de Zengui, atabei de Alepo e Moçul, e irmão de Noradine, fazia parte da dinastia dos zênguidas.

## Vida
Depois de conquistar a capital do Condado de Edessa em 1144, Zengui cercava a fortaleza de Calate Jabar a 15 de Setembro de 1146 quando foi assassinado por um escravo. As suas tropas dispersaram-se, mas dois dos seus filhos conseguiriam retomar o controlo e partilhar os territórios zênguidas de modo informal: Noradine intitulou-se emir de Alepo, enquanto que Ceifadim tornou-se emir de Moçul.
Esta partilha teria utilidade para a luta dos muçulmanos contra os cruzados: como Moçul ficava na fronteira da Mesopotâmia, o emir desta cidade intervinha nos conflitos entre o califa abássida e o sultão seljúcida - Zengui tivera de partilhar a sua atenção entre o Iraque islâmico e a Síria ameaçada pelos cristãos. E uma vez que as relações entre os dois irmãos eram boas, ambos possuíam um aliado poderoso nas suas respectivas retaguardas, com a fronteira entre os dois domínios no rio Cabur.

Territórios de Zengui aquando da sua morte (em verde), do Império Bizantino (em lilás) e dos estados cruzados (em rosa)

Em 1144 o sultão seljúcida Guiatadim Maçude tinha colocado o seu filho Alparslano como suserano de Zengui, mas o atabei dominava-o, obrigando-o inclusivamente a participar do cerco de Edessa. Com a morte de Zengui, Alparslano tentou recuperar o seu poder em detrimento de Ceifadim.
Dois conselheiros de Zengui tomaram o partido de Ceifadim: o chefe do divã (organismo de administração pública) Jemaladim Maomé e o emir Saladino Maomé Aliaguiciani. Aproveitando a inexperiência do jovem seljúcida, usaram manobras de diversão para ocultar a realidade de Alparslano e fornecer o tempo necessário a Ceifadim para tomar o controlo de Moçul. Quando Alparslano finalmente entrou nesta cidade, foi aprisionado na cidadela.
Apesar de privilegiar a política do Iraque, Ceifadim participou na jiade contra os cruzados ao lado do seu irmão Noradine. Com a chegada da Segunda Cruzada, ambos prepararam-se para o ataque a Alepo, Moçul e Edessa. No entanto, os ocidentais decidiram cercar Damasco. Moimadim Unur, o atabei desta cidade, pediu ajuda aos zênguidas mas, receoso também que estes tentassem tomar a cidade, recusou a sua entrada em Damasco, usando apenas a sua presença no campo para intimidar os cruzados à retirada.
Ceifadim Gazi I morreu em Novembro de 1149, sendo sucedido pelos seus irmãos Noradine e Cobadim Maudude, que se fez reconhecer atabei de Moçul. Noradine tomou Sinjar e preparava-se para atacar o irmão quando os veteranos do seu exército se recusaram a combater em uma guerra fratricida, que enfraqueceria os muçulmanos face aos cruzados, e obrigaram os dois zênguidas a acordar uma paz.